# Odelay
Odelay es el quinto álbum de estudio del músico estadounidense Beck, lanzado el 18 de junio de 1996 a través de DGC/Bong Load Custom Records. Contó con la producción de Beck Hansen, Mario Caldato Jr., Tom Rothrock, Rob Schnapf, The Dust Brothers (John King y Mike Simpson) y Brian Paulson. Al igual que Mellow Gold, Odelay contiene varios estilos musicales dispares, como folk, country, grunge, garage rock, electro, old school rap, noise rock, entre otros. La mayoría de las canciones aquí traicionan las raíces de Beck como cantante anti-folk, vuelve a trabajar las estructuras blues ("Devils Haircut"), country ("Lord Only Knows," "Sissyneck"), soul ("Hotwax"), folk ("Ramshackle") y rap ("High 5 [Rock the Catskills]," "Where It's At").
Después del éxito comercial de "Loser", Odelay ofreció varios sencillos, como "Where It's At", "Devils Haircut" y "The New Pollution". El álbum alcanzó el puesto #16 en el Billboard 200, vendió más de 2 millones de copias en los Estados Unidos y llegó a ser platino en el Reino Unido. Desde su lanzamiento, el álbum ha aparecido en numerosas listas de "Los mejores registros de la década de 1990" y "de todos los tiempos". El exitoso álbum, del que se desprendieron 5 sencillos, se quedó con el Grammy de 1997 y se ubicó en el puesto 16 de "Los mejores discos entre 1985 y 2005" del ranking elaborado por Spin. La revista Rolling Stone lo clasificó en el puesto número 305 de la lista Los 500 mejores álbumes de todos los tiempos según Rolling Stone.

## Historia

### Antecedentes y grabación
Las sesiones de Odelay —pronúnciese: Odeley— al principio comenzaron como un asunto sometido, acústico. En 1994, Beck comenzó a registrar pistas para la continuación de Mellow Gold con los productores de Bong Load, Tom Rothrock y Rob Schnapf. Hansen había experimentado recientemente varias tragedias personales (incluso la muerte de su abuelo, Al Hansen), y el tono de las canciones así como su producción eran bastante sombrías. Sólo un puñado de pistas de estas sesiones han sido publicadas: "Ramshackle", "Feather in Your Cap" y "Brother". Estas canciones son acústicas, escasas y melancólicas, y tienen un sonido que frecuenta muy diferente del estilo más alegre de Odelay. Beck volvería finalmente a este estilo deprimido con su álbum de 1998, Mutations. Él abandonaría finalmente el trabajo con Rothrock y Schnapf, optando por trabajar con The Dust Brothers. El estilo de producción de los Dust Brothers era notablemente más alegre y enfocado en el hip hop; su resumen incluyó el trabajo con Beastie Boys y Tone Lōc.
Odelay disipó todas las dudas. Este disco dejó en claro que había mucho resto en el lugar de donde había salido “Loser”. Esta vez el abanico de influencias iban de Donovan y los folkies ingleses de finales de los ‘60 y ‘70 hasta algo del lounge que estaba siendo redescubierto en ese mismo momento. Como siempre, con el apoyo de breakbeats, samples y todo lo que la tecnología ponía a sus pies, Beck construyó un conjunto de antihimnos que celebraban el caos y la confusión y una cultura hecha de fragmentos disparatados que parece todo el tiempo a punto de desmoronarse bajo el peso de su propia liviandad.

### Estilo musical y contenido

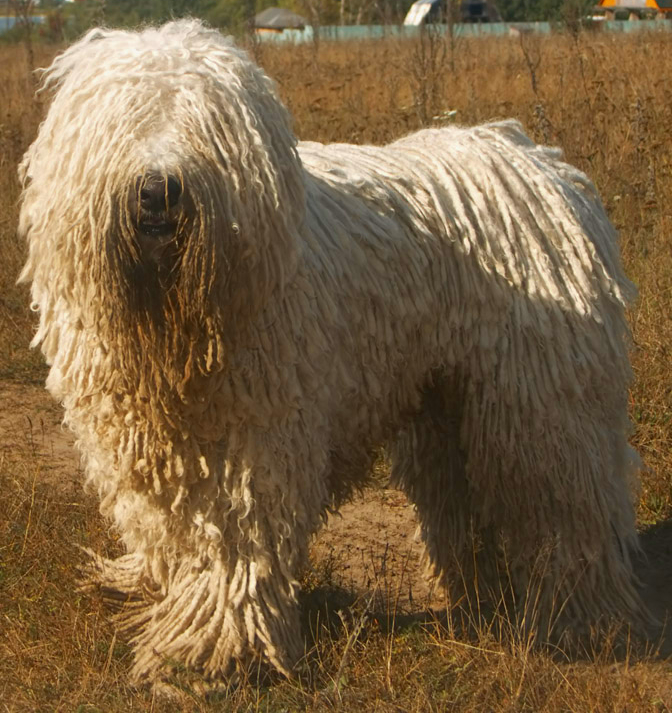
Un Komondor, raza de perro guardián y pastor, originario de Hungría, usado para la portada de Odelay. Su principal característica es el peculiar aspecto de su pelaje, que cae formando mechones parecidos a las rastas.

En el álbum Odelay, Beck explora el pequeño submundo creado en la canción "Loser", que lo lanzó al estrellato, en el cual juega con distintos samples, mezclándolos con guitarras distorsionadas, baterías cambiantes y bajos poderosos, conservando un poco del lo-fi de su trabajo anterior, Mellow Gold, pero inclinándose por una producción mucho más limpia, alegre y direccionada hacia un lado más disfrutable por las masas. Esto le permitió descubrir sonidos más allá de su gran hit y expandirlo hacia un universo completo de posibilidades. Mezclando lo alegre con lo triste, lo frenético con lo calmo, lo bueno con lo malo, los 13 alter ego que componen el disco son el fruto del lado más creativo de Beck.
El álbum está formado de 13 canciones ("Diskobox" no aparece listada) que fueron seleccionadas de un conjunto de 30 pistas. Las primeras 11 canciones seleccionadas dieron lugar a este álbum y las dos canciones restantes fueron versiones mejoradas hechas durante las sesiones de Tom y Rob y el estudio de Beck con Mario Caldato Jr., productor de los Beastie Boys. Beck demuestra que puede hacerlo todo en Odelay, mientras los Dust Brothers hacen su trabajo como productores. Beck entra y sale de sus disfraces musicales, ya sea mientras rasguea su guitarra folk en "Ramshackle", hace hip-hop del estilo "High 5 (Rock the Catskills)" en "Where It's At" o le hecha la culpa a la bossa nova en "Readymade". Odelay podría haber resultado un proyecto artístico sin emoción, pero Beck se pierde en un flow algo descarado hasta que su energía juguetona hace que todos parezcan domesticados. Desde luego, los hits “Devil’s Haircut”, “The New Pollution” y “Jack Ass” sonaron en todas las radios, se bailaron sus remixes en todas las discotecas y las imágenes desconcertantes de sus videos llegaron a MTV, aportando su granito de arena a la misma confusión que se encargan de señalar y, de modo más general, al patchwork de nuestra cultura. Desde el arte de tapa hasta las letras, todo indica que Beck no ignora esta paradoja sino que, en verdad, la utiliza para enriquecer su trabajo.

### Título e ilustraciones
Originalmente el nombre del álbum iba a ser Órale, en honor a sus amigos mexicanos, pero debido a un error durante la impresión del disco, tuvieron que cambiarlo a Odelay. La frase "Odelay" es repetida en el outro de la canción número tres del álbum, "Lord Only Knows". Sin embargo, según Stephen Malkmus, el título es realmente un juego de palabras que significa "Oh Delay" ("Ah, la Tardanza"), ya que se tomó mucho tiempo en registrar el álbum. La extraña tapa del álbum es una verdadera foto de un Komondor, una clase húngara rara de perro con el pelo enmarañado grueso, brincando un obstáculo. La imagen fue elegida a último momento después de que Beck dejó de decidir una portada para el álbum. La imagen fue presentada a él por su novia y fue elegida casi de la desesperación. El tipo de letra fue elegido por un trabajador de la casa discográfica.

## Recepción
Odelay fue nominado al Premio Grammy para el Álbum del Año, pero finalmente ganó el premio de Mejor Álbum de Música Alternativa en 1997, así como un premio Grammy para la Mejor Interpretación Vocal de Rock Masculina por la canción "Where It's At". Fue clasificado en el puesto 16 de "Los 100 Mayores Álbumes 1985-2005" por la revista Spin. Fue votado como mejor álbum del año por los críticos de The Village Voice, Pazz & Jop, y también en la encuesta de críticos anual del NME. En 1998, los lectores de revista Q votaron a Odelay en el puesto 51 de los "Mejores Álbumes de Todos los Tiempos". En 2003, la revista Rolling Stone lo clasificó en el puesto número 305 de la lista de "Los 500 mejores álbumes de todos los tiempos según Rolling Stone" y, en 2013, fue colocado en el puesto número 8 de la lista "Los 100 grandes discos de los 90s", también por la revista Rolling Stone. En 2005 en una encuesta del Channel 4 los votantes lo colocaron en el número 73 de "Los 100 Mayores Álbumes". El sitio web de música Pitchfork Media lo clasificó en el puesto #19 en sus "100 Primeros Álbumes de los Años 1990". Odelay fue considerado uno de los mejores discos de ese año y el trabajo que puso a Beck a la altura de cualquiera de sus héroes.

## Lista de canciones
| N.º | Título                         | Escritor(es)                             | Duración |  |
| 1.  | «Devils Haircut»               | Beck Hansen, John King y Michael Simpson | 3:14     |  |
| 2.  | «Hotwax»                       | Beck Hansen, John King y Michael Simpson | 3:49     |  |
| 3.  | «Lord Only Knows»              | Beck Hansen                              | 4:14     |  |
| 4.  | «The New Pollution»            | Beck Hansen, John King y Michael Simpson | 3:39     |  |
| 5.  | «Derelict»                     | Beck Hansen, John King y Michael Simpson | 4:12     |  |
| 6.  | «Novacane»                     | Beck Hansen, John King y Michael Simpson | 4:37     |  |
| 7.  | «Jack-Ass»                     | Beck Hansen, John King y Michael Simpson | 4:11     |  |
| 8.  | «Where It's At»                | Beck Hansen, John King y Michael Simpson | 5:30     |  |
| 9.  | «Minus»                        | Beck Hansen                              | 2:32     |  |
| 10. | «Sissyneck»                    | Beck Hansen, John King y Michael Simpson | 3:52     |  |
| 11. | «Readymade»                    | Beck Hansen, John King y Michael Simpson | 2:37     |  |
| 12. | «High 5 (Rock the Catskills)»  | Beck Hansen, John King y Michael Simpson | 4:10     |  |
| 13. | «Ramshackle»                   | Beck Hansen                              | 7:29     |  |
| 14. | «Computer Rock» (pista oculta) |                                          | 0:43     |  |

### Bonus tracks
Algunas versiones no estadounidenses contienen como bonus tracks:

| N.º | Título     | Duración |  |
| 14. | «Diskobox» | 3:36     |  |
| 15. | «Clock»    | 3:18     |  |

## Deluxe Edition
En el 2008 se lanzó Odelay - Deluxe Edition, que incluye el álbum remasterizado con 4 bonus tracks y un segundo disco con remixes a cargo de UNKLE y Aphex Twin, entre otros, y más de 10 B-sides. El folleto interior cuentan con letras completas y arte, así como un ensayo de Thurston Moore y la transcripción de 15 estudiantes de secundaria entrevistados por Dave Eggers. La portada fue editada deliberadamente para que pareciera como si fuera una copia personalizada del álbum, con pegatinas negligentemente arrancadas y varios garabatos en él (como un rostro dibujado en el perro y el arco iris detrás de él) y como la frase "Propiedad de Michael" escrita en la parte posterior. La exclusión de la canción "Diskobox" puede que se haya hecho deliberadamente como un guiño a la etiqueta rasgada en la portada "estrictamente edición limitada de bonus track". "Diskobox", que apareció en las ediciones originales de Odelay en Reino Unido, Argentina y Japón, no fue incluida en la edición de lujo por razones desconocidas. La versión de la canción "Debra" (más tarde regrabada para Midnite Vultures) de las sesiones de Odelay también está ausente, al contrario de las declaraciones iniciales. Algunos de los temas incluidos han sido alterados más allá de la simple remasterización. No se ha dado ninguna explicación oficial para estos cambios. Algunas de estas alteraciones son las siguientes:
Disco 1:
1. -"Hotwax" tiene un seguimiento vocal más doble durante los versos.
2. -"The New Pollution" tiene los mismos pitidos sintetizados de la versión original, pero en un tono diferente.
3. -"Sissyneck" tiene una parte ligeramente extendida alrededor de los 2:00 minutos.

CD Bonus:
1. -"Thunderpeel" está en mono, a diferencia de la versión estéreo original.
2. -"Electric Music And The Summer People" es una mezcla alternativa.
3. -"Erase the Sun" corre a una velocidad más rápida (la versión original es más lenta).
4. -"Trouble All My Days" está en mono, a diferencia de la versión estéreo original.[6]

### Lista de canciones
CD1Odelay: Remastered Album and B-sides.

Todas las canciones escritas y compuestas por Beck Hansen, John King y Michael Simpson, excepto donde se indique. 
| N.º | Título                          | Duración |  |
| 1.  | «Devils Haircut»                | 3:14     |  |
| 2.  | «Hotwax»                        | 3:49     |  |
| 3.  | «Lord Only Knows» (Beck Hansen) | 4:14     |  |
| 4.  | «The New Pollution»             | 3:39     |  |
| 5.  | «Derelict»                      | 4:12     |  |
| 6.  | «Novacane»                      | 4:37     |  |
| 7.  | «Jack-Ass»                      | 4:11     |  |
| 8.  | «Where It's At»                 | 5:30     |  |
| 9.  | «Minus» (Beck Hansen)           | 2:32     |  |
| 10. | «Sissyneck»                     | 3:52     |  |
| 11. | «Readymade»                     | 2:37     |  |
| 12. | «High 5 (Rock the Catskills).»  | 4:10     |  |
| 13. | «Ramshackle» (Beck Hansen)      | 7:29     |  |
| 14. | «Hidden Track (Computer Rock).» | 0:43     |  |
| 15. | «Deadweight»                    | 6:12     |  |
| 16. | «Inferno»                       | 7:03     |  |
| 17. | «Gold Chains»                   | 4:59     |  |

1. ↑  No publicada anteriormente.
2. ↑  No publicada anteriormente.

CD 2Remixes and B-sides.
| N.º | Título                                       | Duración |  |
| 1.  | «Where It's At (U.N.K.L.E. remix).»          | 12:26    |  |
| 2.  | «Richard's Hairpiece (remix by Aphex Twin).» | 3:19     |  |
| 3.  | «American Wasteland (remix by Mickey P.).»   | 2:42     |  |
| 4.  | «Clock»                                      | 3:17     |  |
| 5.  | «Thunder Peel» (Beck Hansen)                 | 2:40     |  |
| 6.  | «Electric Music and the Summer People»       | 4:38     |  |
| 7.  | «Lemonade» (Beck Hansen)                     | 2:21     |  |
| 8.  | «SA-5» (Beck Hansen)                         | 1:53     |  |
| 9.  | «Feather in Your Cap» (Beck Hansen)          | 3:46     |  |
| 10. | «Erase the Sun» (Beck Hansen)                | 2:56     |  |
| 11. | «.000.000» (Beck Hansen)                     | 5:25     |  |
| 12. | «Brother»                                    | 4:47     |  |
| 13. | «Devil Got My Woman» (Skip James)            | 4:34     |  |
| 14. | «Trouble All My Days» (Beck Hansen)          | 2:25     |  |
| 15. | «Strange Invitation» (Beck Hansen)           | 4:06     |  |
| 16. | «Burro» (Beck Hansen)                        | 3:13     |  |

1. ↑  Versión diferente que la de Stereopathetic Soul Manure.
2. ↑  Versión más acelerada que la publicada originalmente de 3:16.

## Créditos de los samples
"Devil's Haircut"
- "I Can Only Give You Everything" de MC5 (interpolar por Beck).
- "Out of Sight" de Them.
- "Soul Drums" de Pretty Purdie.

"Hotwax"
- "Song for Aretha" de Pretty Purdie.
- "Dookey Shoe" de Rasputin's Stash.
- "Universal Rhythms" de Mandrill.
- "Up on the Hill" de Monk Higgins & The Specialties.

"Lord Only Knows"
- "Lookout for Lucy" de Mike Millius.
- "When It Comes" de Edgar Winter.

"The New Pollution"
- "Venus" de Joe Thomas.

"Novacane"
- "Get Up and Dance" de Freedom.
- "I Just Want to Celebrate" de Rare Earth.

"Jack-Ass"
- "It's All Over Now, Baby Blue" de Them.

"Where It's At"
- "Sex for Teens (Where It's At)" de Dr. Stanley Z. Adams.
- "Needle to the Groove" de Mantronix.
- "I Don't Care If U Disrespect Me (Just So You Love Me)" de The Frogs.
- "Military Scratch - Scratch Mix" de Grand Wizard Theodore.
- "Get Out of My Life, Woman" de Lee Dorsey.

"Sissyneck"
- "The Moog and Me" de Dick Hyman.
- "A Part of Me" de Country Funk.
- "Life" de Sly & The Family Stone.

"Readymade"
- "Desafinado" de Laurindo Almeida y The Bossa Nova All Stars.
- "Admit It" de Rory Gallagher.

"High 5 (Rock the Catskills)"
- "Sinfonía n.º 8 en si menor 'Inacabada'" (primer movimiento) de Franz Schubert.
- "Mr. Cool" de Rasputin's Stash.
- Parte de la sección de ruido de "Novacane" se puede escuchar.
- "Inside-Looking Out" de Grand Funk Railroad.

## Personal

### Músicos
- Beck Hansen: voz, guitarra acústica, guitarra eléctrica, guitarra slide, bajo, teclados analógicos, piano eléctrico, órgano, celesta, clavicordio, armónicas, percusión, batería
- Mike Millius: grito (en la pista 3).
- Joey Waronker: batería (6, 9), percusión (3, 12, 13).
- Mike Boito: órgano (8, 10, 12), trompeta (8).
- David Brown: saxofón (8).
- Greg Leisz: pedal steel guitar (10).
- Charlie Haden: bajo (13).
- Jon Spencer: llavero (14).
- Ross Harris “(The Enchanting Wizard of Rhythm)”: desconocido

### Producción
- Beck Hansen, Dust Brothers: producción, mezcla (exc. 9, 13, 14).
- Beck Hansen, Brian Paulson, Mario Caldato, Jr.: producción, mezcla (9).
- Tom Rothrock, Rob Schnapf: producción, mezcla (13).
- Beck Hansen, Jon Spencer, Dust Brothers: producción, mezcla (14).
- Bob Ludwig: masterización
- Shauna O'Brien: coordinación, coordinación de la producción
- Mark Kates: A & R
- John Silva: administración

### Arte
- Beck Hansen, Robert Fisher:– dirección de arte, diseño
- Al Hansen, Manuel Ocampo, Zarim Osborn: collage de imágenes
- Manuel Ocampo: pintura inlay
- Ludwig: fotografía de la portada
- Nitin Vadukul: fotografía de Beck

## Sencillos
| Sencillos de Odelay | Sencillos de Odelay                            | Sencillos de Odelay     |
| ------------------- | ---------------------------------------------- | ----------------------- |
|                     | Where It's At Lanzamiento: junio de 1996       | Dirección: Steven Hanft |
|                     | Devil's Haircut Lanzamiento: noviembre de 1996 | Dirección: Mark Romanek |
|                     | The New Pollution Lanzamiento: 1997            | Dirección: Beck Hansen  |
|                     | Sissyneck Lanzamiento: mayo de 1997            | –                       |
|                     | Jack-Ass Lanzamiento: agosto de 1997           | Dirección: Steven Hanft |

## Listas de éxitos
| Listas (1996).                      | Posición máxima |
| ----------------------------------- | --------------- |
| Australia (ARIA)                    | 20              |
| Austria (Ö3 Austria)                | 30              |
| Bélgica (Ultratop flamenca)         | 27              |
| Bélgica (Ultratop valona)           | 27              |
| Países Bajos (Album Top 100)        | 27              |
| Finlandia (Suomen Virallinen Lista) | 36              |
| Francia (SNEP)                      | 39              |
| Alemania (Offizielle Top 100)       | 30              |
| Nueva Zelanda (Recorded Music NZ)   | 16              |
| Noruega (VG-lista)                  | 23              |
| Suecia (Sverigetopplistan)          | 5               |
| Suiza (Schweizer Hitparade)         | 14              |
| Reino Unido (UK Albums Chart)       | 17              |
| Estados Unidos (Billboard 200)      | 16              |

| País           | Proveedor    | Certificación | Ventas    |
| -------------- | ------------ | ------------- | --------- |
| Australia      | ARIA         | Oro           | 35,000    |
| Canadá         | Music Canada | 2× Platino    | 200,000   |
| Reino Unido    | BPI          | 3× Platino    | 900,000   |
| Estados Unidos | RIAA         | 4× Platino    | 4,000,000 |